# Revolver Smith & Wesson, Model 3
 Revolverul Smith & Wesson, Model 3 a fost o armă portativă de infanterie de calibrul 11 mm, din categoria revolverelor, aflată în înzestrarea Armatei Statelor Unite ale Americii și a altor armate, în perioada Primului Război Mondial și în perioada interbelică. Revolverul a fost utilizat și de Armata României, începând cu campania din anul 1917, fiind achiziționate din Spania, un număr total de 94.684 de bucăți, fabricate de fabrica Trocaola Aranzabal Y Cia din Eibar. :p. 56

## Principii constructive
Revolverul Smith & Wesson era o armă portativă neautomată, destinată tragerii la distanțe mici, pentru autoapărare. Avea țeavă ghintuită, sistemul de alimentare era cu acționare manuală cu un cilindru rotativ cu 6 cartușe. 